# Jakob Wolf (Märtyrer)
Jakob Wolf (* 1891 in Neu-Liebental/Jewgenjew bei Odessa, Ukraine, Russisches Kaiserreich; † nach 1940 in der Sowjetunion) war ein russlanddeutscher römisch-katholischer Geistlicher und Märtyrer.

## Leben
Jakob Wolf wuchs als Bauernsohn im Bistum Tiraspol auf. Er studierte Theologie im Priesterseminar Saratow und wurde 1914 zum Priester geweiht. Die Stationen seines Wirkens waren: Kostheim (Molotschna), Neu-Liebental, 1917 Semjenowskoje (Kuban-Gebiet), Dezember 1924 Noworossijsk. Am 13. August 1930 wurde er verhaftet, kam Anfang 1931 in Rostow am Don ins Gefängnis und wurde dort am 18. Mai 1931 zu fünf Jahren KZ verurteilt. Er wurde nach Gorki verlegt, wo er an Malaria erkrankte. Das letzte Lebenszeichen stammt vom 20. Mai 1940. Seitdem ist er verschollen.

## Gedenken
Die Römisch-katholische Kirche in Deutschland nahm Jakob Wolf als Märtyrer in das deutsche Martyrologium des 20. Jahrhunderts auf.